# Đồng thau

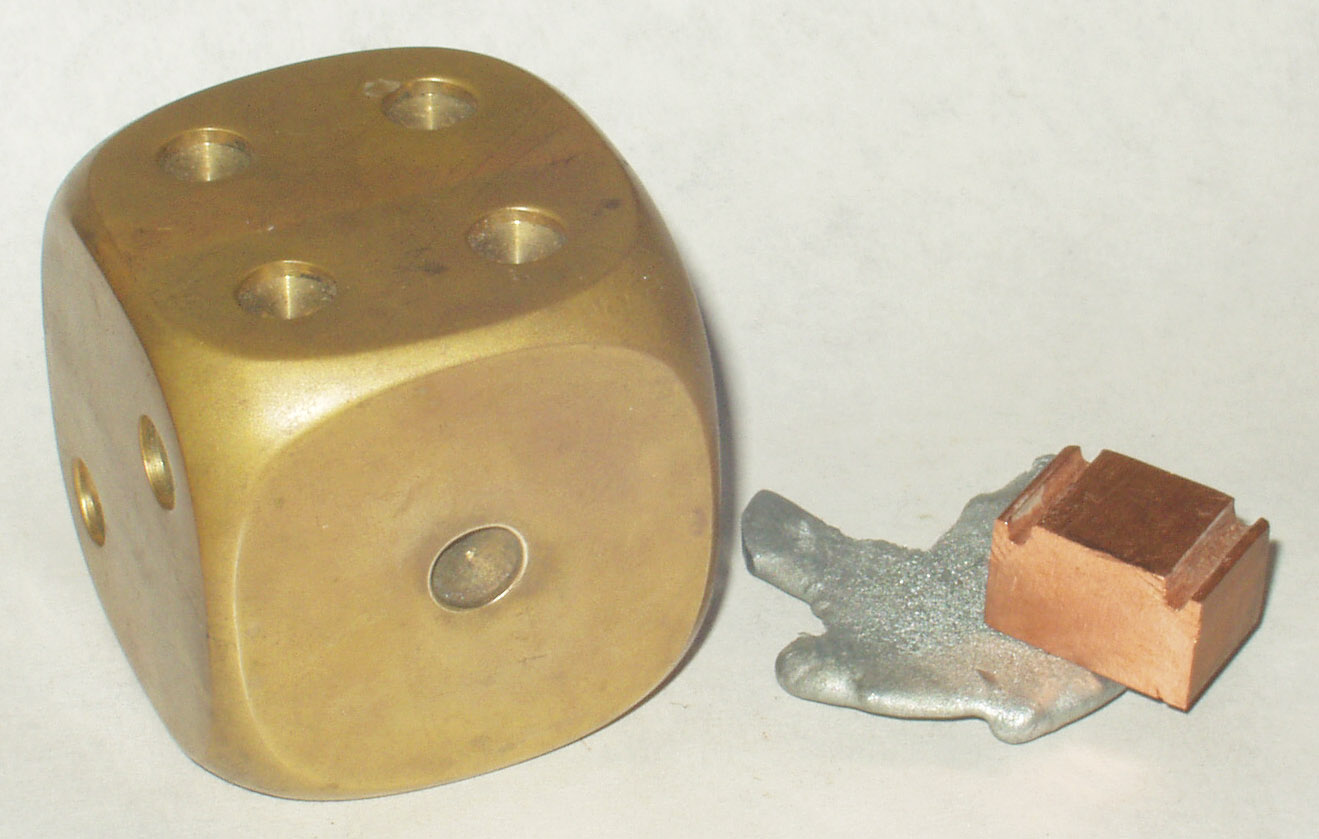
Một con xúc xắc trang trí dùng chặn giấy làm từ hợp kim đồng và kẽm

Đồng thau là hợp kim của đồng và kẽm. Tỷ lệ pha chế giữa đồng và kẽm cho ta một loạt các đồng thau đa dạng khác nhau có tính chất cơ học và điện khác nhau.. Nó là một hợp kim thay thế: các nguyên tử của hai thành phần có thể thay thế nhau trong cùng một cấu trúc tinh thể. Ngược lại, đồng điếu là hợp kim của đồng và thiếc.
Cả đồng điếu và đồng thau có thể bao gồm tỷ lệ nhỏ của một loạt các nguyên tố khác bao gồm asen, chì, phosphor, nhôm, mangan và silicon. Sự khác biệt phần lớn của chúng là lịch sử. Thực tiễn hiện đại trong bảo tàng và khảo cổ học ngày càng tránh cả hai thuật ngữ khi bàn về các đối tượng lịch sử, thay vào đó ủng hộ thuật ngữ "hợp kim đồng".
Đồng thau được sử dụng để trang trí do vẻ ngoài giống như vàng của nó; cho các nơi ma sát là cần thiết chẳng hạn như ổ khóa, bánh răng, vòng bi, tay nắm cửa, vỏ đạn và van; cho các hệ thống ống nước và điện; và rộng rãi trong các nhạc cụ bằng đồng như sừng và chuông kết hợp khả năng làm việc cao (trong lịch sử với dụng cụ cầm tay) và độ bền mong muốn. Nó cũng được sử dụng trong dây kéo. Đồng thau thường được sử dụng trong các tình huống không được bắn tia lửa, chẳng hạn như trong các phụ kiện và dụng cụ được sử dụng gần các vật liệu dễ cháy hoặc nổ.
Đồng thau được người tiền sử biết đến khá sớm, trước rất lâu khi con người tìm ra kẽm. Đồng thau là sản phẩm đồng hành trong quặng calamin, là một khoáng vật chứa kẽm và đồng. Trong quá trình nấu chảy quặng calamin, kẽm được tách ra và hòa lẫn vào đồng tạo thành đồng thau tự nhiên. Kẽm trong đồng thau đã giúp cho điểm nóng chảy của đồng thau thấp xuống đáng kể, tăng tính đúc vì vậy đã cho ra những sản phẩm có vẻ đẹp sắc sảo, cũng như giữ được màu sắc trường tồn.

## Tính chất
Đồng thau có độ dẻo cao hơn đồng hoặc kẽm. Điểm nóng chảy tương đối thấp của đồng thau (900 đến 940 °C, 1.650 đến 1.720 °F, tùy thuộc vào thành phần) và đặc tính dòng chảy của nó làm cho nó trở thành một vật liệu tương đối dễ đúc. Bằng cách thay đổi tỷ lệ của đồng và kẽm, các tính chất của đồng thau có thể được thay đổi, cho phép đồng thau cứng hơặc mềm. Mật độ của đồng thau là 8,4-8,73 gram trên một centimet khối (0,303-0,315 lb / cu in).
Ngày nay, gần 90% tất cả các hợp kim đồng thau được tái chế. Vì đồng thau không có từ, nó có thể được tách ra khỏi phế liệu kim loại bằng cách chuyển phế liệu gần một nam châm cực mạnh. Phế liệu đồng thau được thu thập và vận chuyển đến xưởng đúc nơi nó được nấu chảy và đúc lại thành phôi. Phôi được nung nóng và đùn thành hình dạng và kích thước mong muốn. Độ mềm chung của đồng thau có nghĩa là nó thường có thể được gia công mà không cần sử dụng chất lỏng cắt, mặc dù có những trường hợp ngoại lệ.
Nhôm làm cho đồng thau cứng hơn và chống ăn mòn hơn. Nhôm cũng làm cho một lớp nhôm oxit cứng (Al2O3) có lợi rất cao được hình thành trên bề mặt mỏng, trong suốt và tự phục hồi. Tin có tác dụng tương tự và tìm thấy công dụng của nó đặc biệt là trong các ứng dụng nước biển (đồng thau hải quân). Sự kết hợp của sắt, nhôm, silicon và mangan làm cho đồng thau chống mòn và rách.

## Công dụng
Đồng thau là một hợp kim thay thế, được ứng dụng nhiều vào các lĩnh vực như đồ trang trí, vật liệu hàn, thiết bị điện, các loại đầu đạn súng cá nhân, và rất nhiều các nhạc cụ hơi...

## Ca dao Việt Nam
Trong ca dao Việt Nam có câu:
Thật vàng chẳng phải thau đâu
Xin đừng thử lửa thêm đau lòng người.
Ý rằng, đồng thau có màu vàng giống như chất vàng nên kẻ gian trá có thể đánh tráo thau làm vàng. Muốn biết thau hay vàng thì đem hơ lửa. Thau sẽ bị biến màu do oxy hóa, còn vàng thì không.